# Salamine (ville)
Pour les articles homonymes, voir Salamine (homonymie).
Salamine, en grec moderne : Σαλαμίνα, est la plus grande ville et la capitale de l'île du même nom. Sa population est de 25 370 habitants, selon le recensement de 2011. Elle est le siège du dème de Salamine (el), à la suite de la mise en œuvre du programme Kallikratis de 2010, qui comprend l'ensemble de l'île. La ville est située sur la côte ouest de l'île, au fond de la baie de Salamine (en). C'est l'un des plus grands établissements insulaires de Grèce.

## Description de la localité
La ville de Salamine est construite dans la partie septentrionale de l'île. Elle couvre la zone comprise dans la baie de Salamine. Elle est essentiellement la continuation du complexe urbain d'Athènes, avec lequel elle est adjacente. Sa partie orientale comprend le quartier de Paloúkia (el), où se trouve le principal port de l'île. Paloúkia était autrefois une localité distincte. Progressivement, elle s'est unie à Salamine et devenue un quartier de la ville.
La ville possède un musée archéologique, qui est installé depuis 2010 dans le bâtiment de l'ancienne école capodistrienne de l'île et un musée folklorique, qui est installé dans une salle du nouvel hôtel de ville.
Les bâtiments notables de la ville sont les églises d'Agíos Minás et d'Agíos Dimitríos situées au centre de la ville. L'église d'Agíos Minás est l'église métropolitaine de Salamine. Elle a été consacrée en 1869 et comprend des œuvres de Yannoulis Halepas. L'église d'Agíos Dimitríos a été construite en 1806. Elle comprend des sculptures de Yannoulis Halepas et des hagiographies de Polychrónis Lembésis (el). L'église abrite également la tombe de Geórgios Karaïskákis, héros de la guerre d'indépendance grecque.